# Sweti Georgi (Kjustendil)

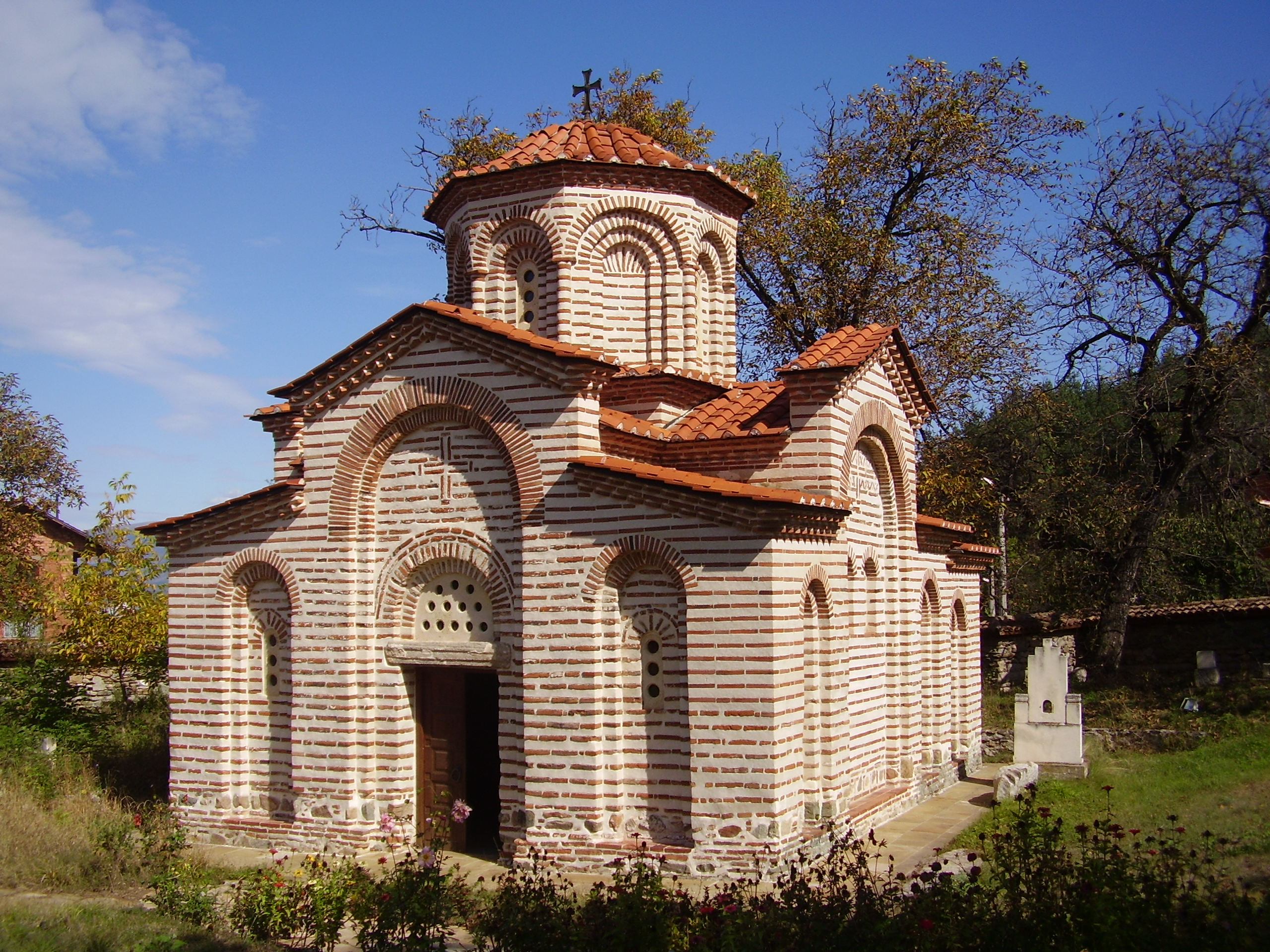
Außenansicht der Kirche

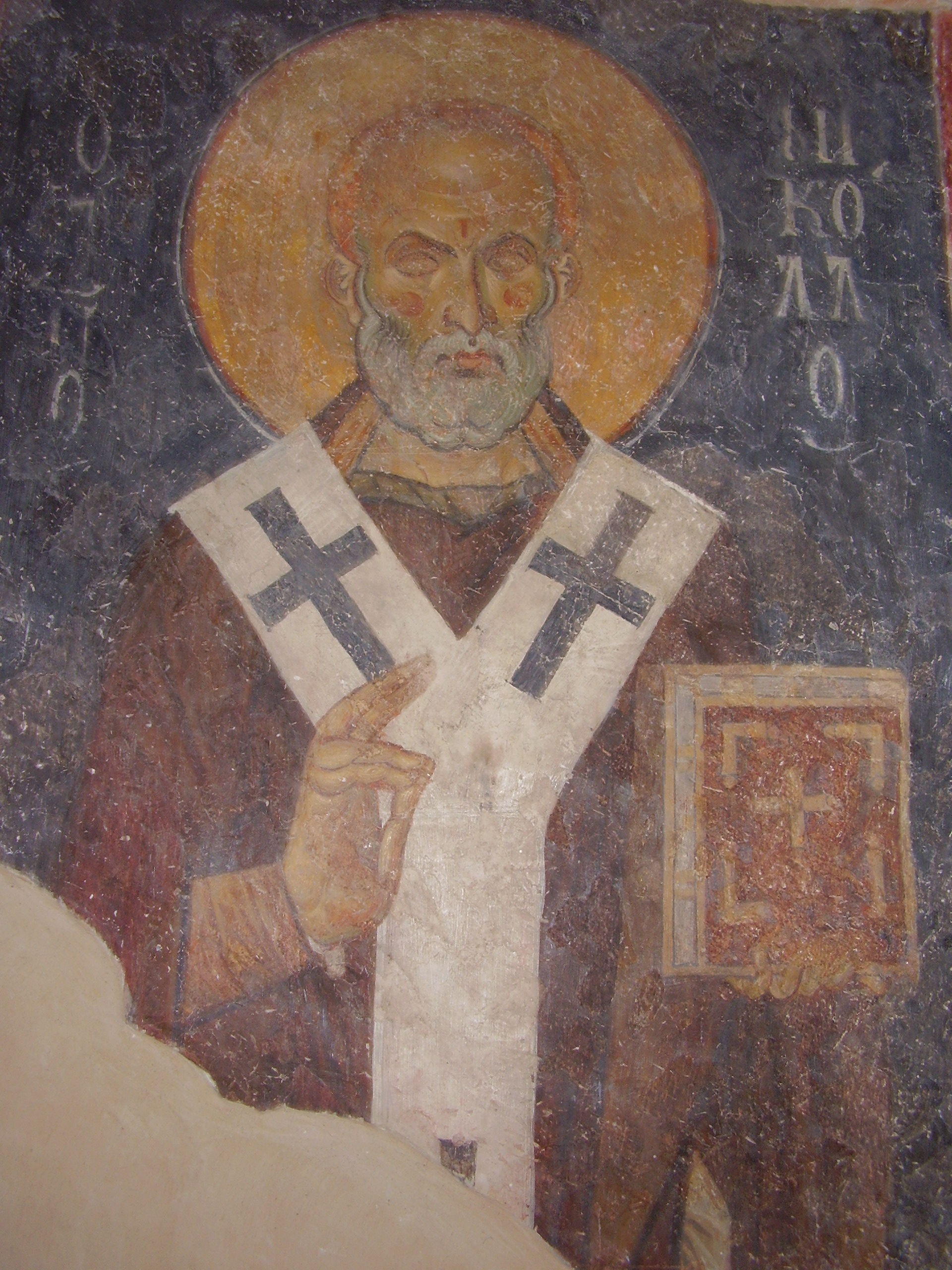
Nikolaus von Myra, Fresko

Die Kirche Sweti Georgi (bulgarisch Свети Георги, dt. Heiliger Georg) der bulgarisch-orthodoxen Kirche in der westbulgarischen Stadt Kjustendil ist einer der ältesten erhaltenen Kirchenbauten im bulgarischen und europäischen Südosten. Die Kirche ist ein architektonisches und künstlerisches Kulturdenkmal von nationaler Bedeutung. Sie ist dem heiligen Georg geweiht.

## Lage
Die Kirche Sweti Georgi befindet sich im südwestlichen Teil von Kjustendil, im Bezirk Koluscha (mittelalterliches Dorf Kolasia), am Hang des Osogowo-Gebirges, rund 90 km südwestlich der bulgarischen Hauptstadt Sofia. Kolasia war im Mittelalter Sitz eines Metropoliten.

## Geschichte
Die heutige Kirche Sweti Georgi ist eine Kreuzkuppelkirche mit einer kleinen Vorhalle (Esonarthex). Der Kirchenbau ist ca. 10 m lang und ca. 9 m breit. Die Kirche wurde auf Steinfundamenten mit Backsteinen errichtet.
Aufgrund seiner architektonischen Besonderheiten und der jüngst entdeckten mittelalterlichen Wandmalereien wird der Bau auf die Wende vom 10. zum 11. Jahrhundert datiert. Weiter wurden Fresken aus dem 12., 15. und 17. Jahrhundert entdeckt.
Es wird vermutet, dass sich das Grab des 1330 in der Schlacht von Welbaschd getöteten bulgarischen Zaren Michail III. Schischman hier befand.
Im 19. Jahrhundert wurde die Kirche von den osmanischen Türken bis zu den Bögen zerstört. Nach der Befreiung Bulgariens in den Jahren 1878–1880 wurde sie mit Djado Stojan als Ktitor wieder erbaut. Da sie in gottesdienstlichem Gebrauch war, wurden zusätzlich ein Kreuzgang, ein Glockenturm und ein Portikus (Säulengang) erbaut. Die Innen- und Außenwände der Kirche wurden neu verputzt und von Meistern der Samokower Kunstschule neu bemalt.

## Restaurierung
Die ersten wissenschaftlichen Untersuchungen wurden 1906 von Jordan Iwanow durchgeführt. Ihm folgten 1921 André Grabar und 1931 Nikola Mawrodinow.
Von 1974 bis 1976 leitete Plamen Petrow die erste Restaurierung der Kirche. Von 1979 bis 1985 wurden die Arbeiten von Christina Stanewa und Ljuba Krasowska weitergeführt. Nach 1990 wurden sie von Albena Masakowa und ab 2004 von Borjana Dschiwdanowa geleitet.
1985 wurden der Portikus, der Glockenturm und die neueren Fresken abgetragen. Damit erhielt die Kirche ihr mittelalterliches Aussehen zurück.
1990 begann man mit der vollständigen Freilegung der mittelalterlichen Fresken. Die Restaurierung der Kirche wurde 2004 vollendet.

## Fresken

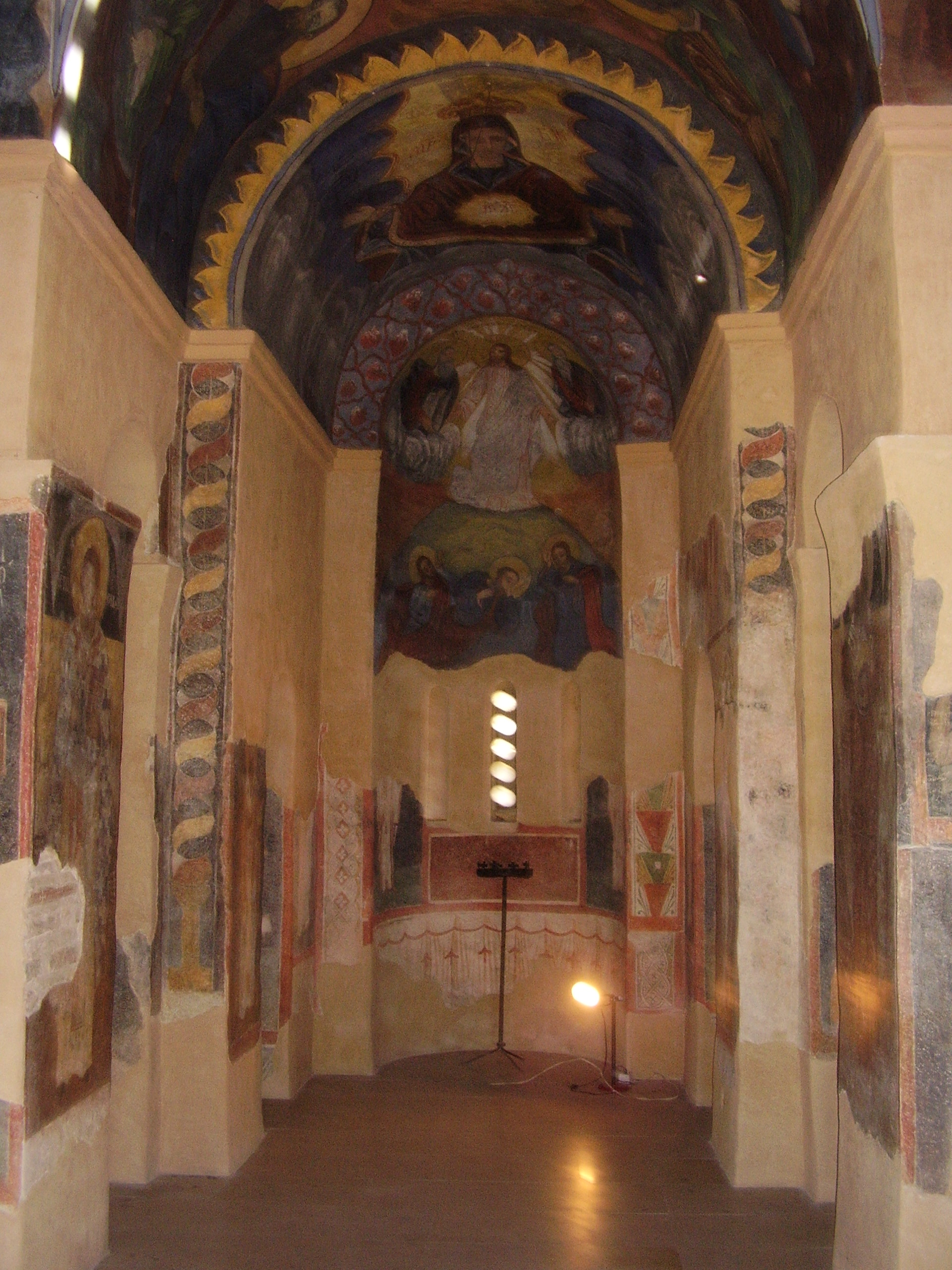
Der Naos der Kirche

Die mittelalterlichen Fresken wurden von Malern der Schule von Thessaloniki gemalt. In der Ikonographie fand hier eine Verschmelzung mit den bulgarischen Traditionen des Zweiten Bulgarenreichs und der Schule von Tarnowo statt. In den Wandmalereien sind neben den heiligen Pantelejmon, Ermolaj, Damjan und Kozma, Mina auch die Heilige Barbara, Nedelja, Ekaterna und die Heilige Petka von Bulgarien präsent. Das am besten erhaltene Fresko stellt den heiligen Nikolaus von Myra dar. Aus dem 15. und 16. Jahrhundert sind die Ikonen von Sava von Serbien und Ioanes Babtijski gut erhalten.
Die dort erhaltenen mittelalterlichen Wandmalereien sind seltene Denkmäler der byzantinischen Monumentalmalerei in Bulgarien und erweitern das Wissen über die bulgarische Kirchenmalerei der damaligen Zeit. Die Kirche ist von großem historischem, künstlerischem und architektonischem Wert.
Die bei der Restaurierung abgetragenen Fresken aus der Zeit der bulgarischen Wiedergeburt Ende des 19. Jahrhunderts wurden gemeinsam in einem eigens dazu errichteten Museum, das sich in unmittelbarer Nähe befindet, ausgestellt. Sie gehören zu den besterhaltenen Beispielen der Samokower Freskenschule, die im europäischen Teil des osmanischen Reichs tätig war.